# ARP Soloist
L'ARP Soloist è stato uno dei primi sintetizzatori "preset" ad avere successo commerciale. Ad avere successo in realtà è stata la sua versione evoluta, il Pro Soloist, messo in commercio dalla ARP nel 1972.

## Storia

### Soloist

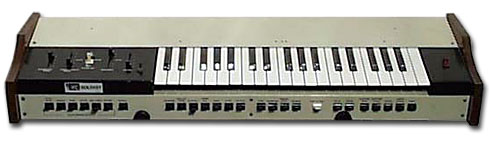
ARP Soloist

La ARP, in seguito allo sviluppo del potente 2500, creato come strumento da studio, crearono il Soloist con l'intento di ottenere uno strumento leggero, portatile e facile da usare,  che poteva essere collegato ad un pianoforte elettrico o ad un organo Hammond. In contrasto al design del 2500, che prevedeva eventuali aggiunte di moduli di controllo, il Pro Soloist non aveva patch panel o cavi di collegamento. Una serie di interruttori a bascula permettevano al musicista di scegliere uno fra i 18 patch predefiniti presenti nello strumento, che non erano modificabili. Questa mancanza di programmabilità era compensata dalla possibilità del musicista di modificare l'espressione delle voci, aggiungendo una serie di effetti al timbro. Una tastiera sensibile alla pressione permetteva al musicista di utilizzare l'aftertouch per controllare questa funzione.
Nonostante un ottimo successo fra il pubblico di "nicchia", il Soloist era considerato come uno strumento non serio da molti musicisti professionisti. Gli effetti sonori limitati e problemi di stabilità dell'intonazione contribuirono a farne uno strumento poco considerato. Tuttavia, riuscì a trovare un posto nella strumentazione di musicisti come Quincy Jones e gli Steely Dan. Durante le registrazioni dell'album Countdown to Ecstasy degli Steely Dan, Donald Fagen si irritò molto per il dover continuare ad intonare il Soloist, a tal punto da lanciarlo sulle scale dell'ingresso dello studio di registrazione e saltarci sopra. Un altro musicista, invece, cosparse lo strumento di alcool e gli diede fuoco.

### Pro Soloist

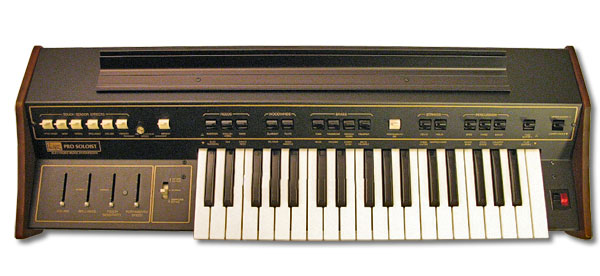
ARP Pro Soloist

Nel 1972 la ARP mise in commercio il Pro Soloist, una versione evoluta e migliorata del Soloist. Con l'espansione del numero dei preset da 18 a 30 e l'incorporazione di tecnologie digitali per la memoria dei preset e la tastiera, diventò molto più affidabile del Soloist. Un nuovo generatore di tono "digitalizzato" eliminò i problemi di instabilità di intonazione sofferti dal Soloist. Il quadro di selezione delle voci fu spostato sopra la tastiera, anziché sotto come nell'originale.
Benché inizialmente fu venduto soprattutto ad organisti non professionisti, ottenne in seguito grande successo fra musicisti quali Tony Banks, Josef Zawinul, Billy Preston, Gary Numan (il suo primo album, Telekon, è largamente eseguito con un Pro Soloist),  Anthony Phillips (il cui album The Geese and the Ghost del 1977 prende il nome da due dei presets del Pro Soloist) e John Entwistle. In quegli stessi anni, la ARP produsse il famoso sintetizzatore ARP Odyssey, che divenne poi portabandiera del marchio ARP. Il Pro Soloist rappresentò un'alternativa meno cara e più facile da usare all'Odyssey, che suscitò attrazione sia fra i professionisti che fra gli amatori.
Quando il Pro Soloist divenne popolare, molte delle compagnie rivali, come Moog Music, Korg, Roland e Farfisa produssero tastiere simili e, ironicamente, la maggior parte di queste avevano il quadro di selezione dei preset dietro la tastiera, come era nel Soloist originale.
Il Pro Soloist fu poi reintrodotto sul mercato con l'ARP Pro-DGX, con controlli digitali e pulsanti al posto degli interruttori. È rimasto in produzione fino al fallimento dell'azienda nel 1981.

## Caratteristiche
Il Soloist ed il Pro Soloist erano composti entrambi da una tastiera a 37 tasti di 3 ottave con sensibilità alla pressione.
Il Soloist originale era interamente analogico. Selezione della voce, intonazione e controllo dell'espressione erano caratterizzate da problemi di stabilità, dovuti ai materiali elettronici di cui era costituito il sintetizzatore.
Il Pro Soloist, invece, differiva dall'originale per l'uso di memorie ROM digitali per la programmazione delle sue funzioni interne e dei moduli. Gli interruttori di selezione della voce funzionavano con un unico codice digitale per impostare i parametri richiesti per ogni modulo a seconda della voce selezionata. Il controllo d'espressione, invece, rimaneva sotto controllo analogico.
A sinistra della tastiera si avevano quattro manopole per controllare volume, aftertouch, "brillantezza" e velocità di portamento durante le performance live. Un selettore di ottave aumentava da tre a cinque le ottave supportate dallo strumento. Inoltre c'era anche una manopola per controllare la velocità del vibrato e tenere sotto controllo la velocità delle voci che caratterizzate da un effetto di inviluppo ripetuto.
Sia il Soloist che il Pro Soloist erano sintetizzatori monofonici aventi un solo oscillatore in grado di produrre onde "pulse" e a dente di sega. Una di queste ultime non proveniva da un circuito oscillatore separato, bensì dalla somma di 5 onde "pulse" che generava una scala di 64 forme d'onda per emularne una a "dente di sega".
Le onde "pulse" venivano generate in una frequenza piuttosto alta, circa sette o otto ottave più alta rispetto al tono della nota suonata. Un codice digitale proveniente dal selezionatore delle ottave veniva combinato con il codice della tastiera per poi venire inviato ad un divisore di frequenza, che produceva la corretta forma d'onda sub-ottava dall'oscillatore. L'oscillatore "pulse" forniva rapporti di ampiezza d'onda di 1/14, 1/9, 1/64, e 2/11.
Uno strumento successivo, l'ARP Explorer, poteva essere considerato uguale al Pro Soloist, ma offriva la possibilità di modificare le voci mediante preset programmati nella memoria. Sebbene fosse molto più flessibile, l'Explorer non disponeva del sistema di sensibilità aftertouch, che rendeva Soloist e Pro Soloist strumenti molto espressivi.